# Apanteles latistigma
Apanteles latistigma är en stekelart som beskrevs av Papp 1977. Apanteles latistigma ingår i släktet Apanteles och familjen bracksteklar. Inga underarter finns listade i Catalogue of Life.